# 1985年臺灣
|        | 臺灣歷史 \| 台灣歷史年表 |
| 世纪： | 19世纪臺灣 \| 20世纪臺灣 \| 21世纪臺灣 |
| 年代： | 1950年代臺灣 \| 1960年代臺灣 \| 1970年代臺灣 \| 1980年代臺灣 \| 1990年代臺灣 \| 2000年代臺灣 \| 2010年代臺灣                                           |
| 年份： | 1980年臺灣 \| 1981年臺灣 \| 1982年臺灣 \| 1983年臺灣 \| 1984年臺灣 \| 1985年臺灣 \| 1986年臺灣 \| 1987年臺灣 \| 1988年臺灣 \| 1989年臺灣 \| 1990年臺灣 |
| 纪年： | 乙丑年（牛年）、中華民國74年 |

## 政府

### 國家正副元首

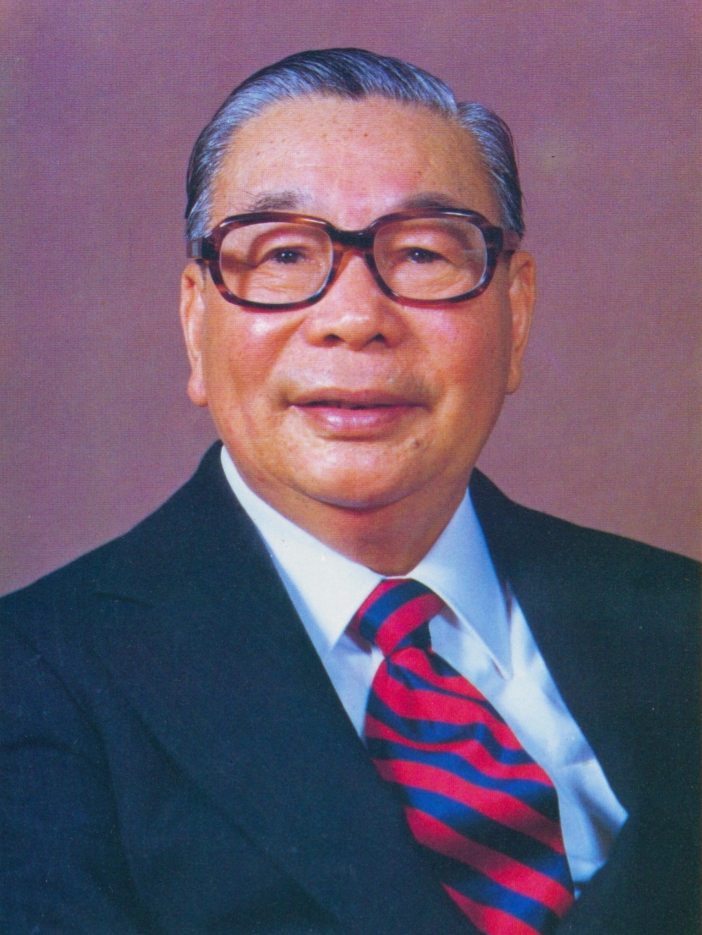
總統：蔣經國
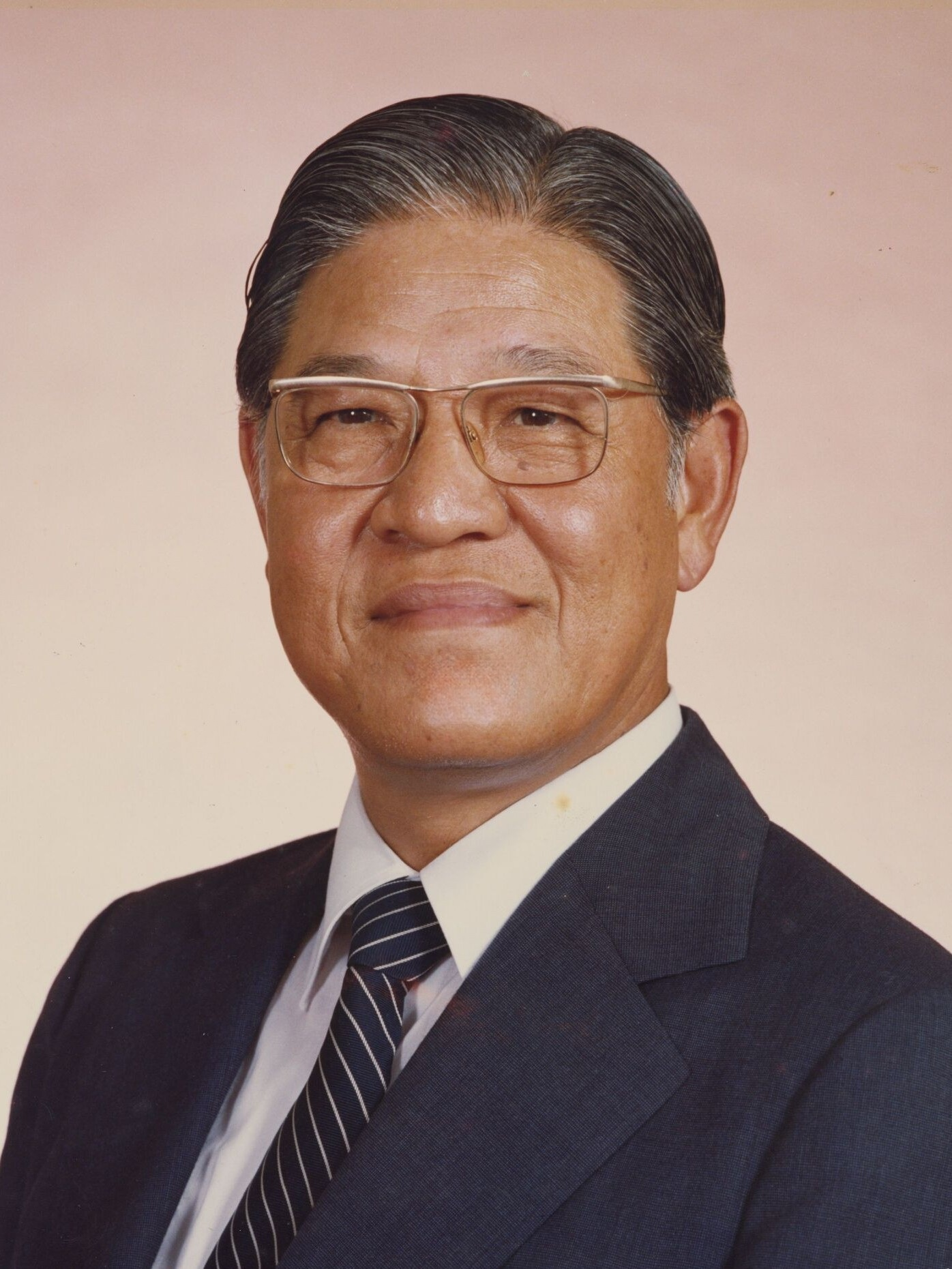
副總統：李登輝

### 五院首長

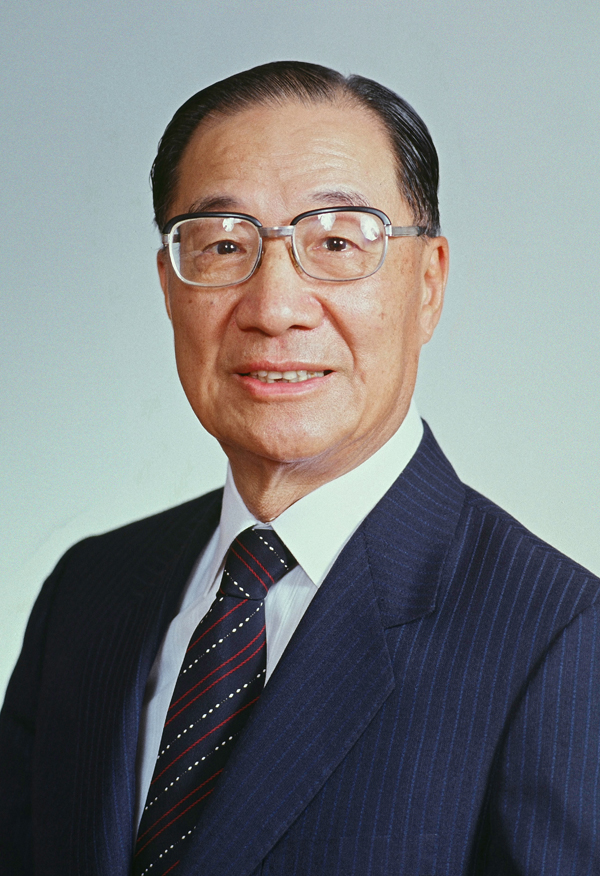
行政院院長：俞國華
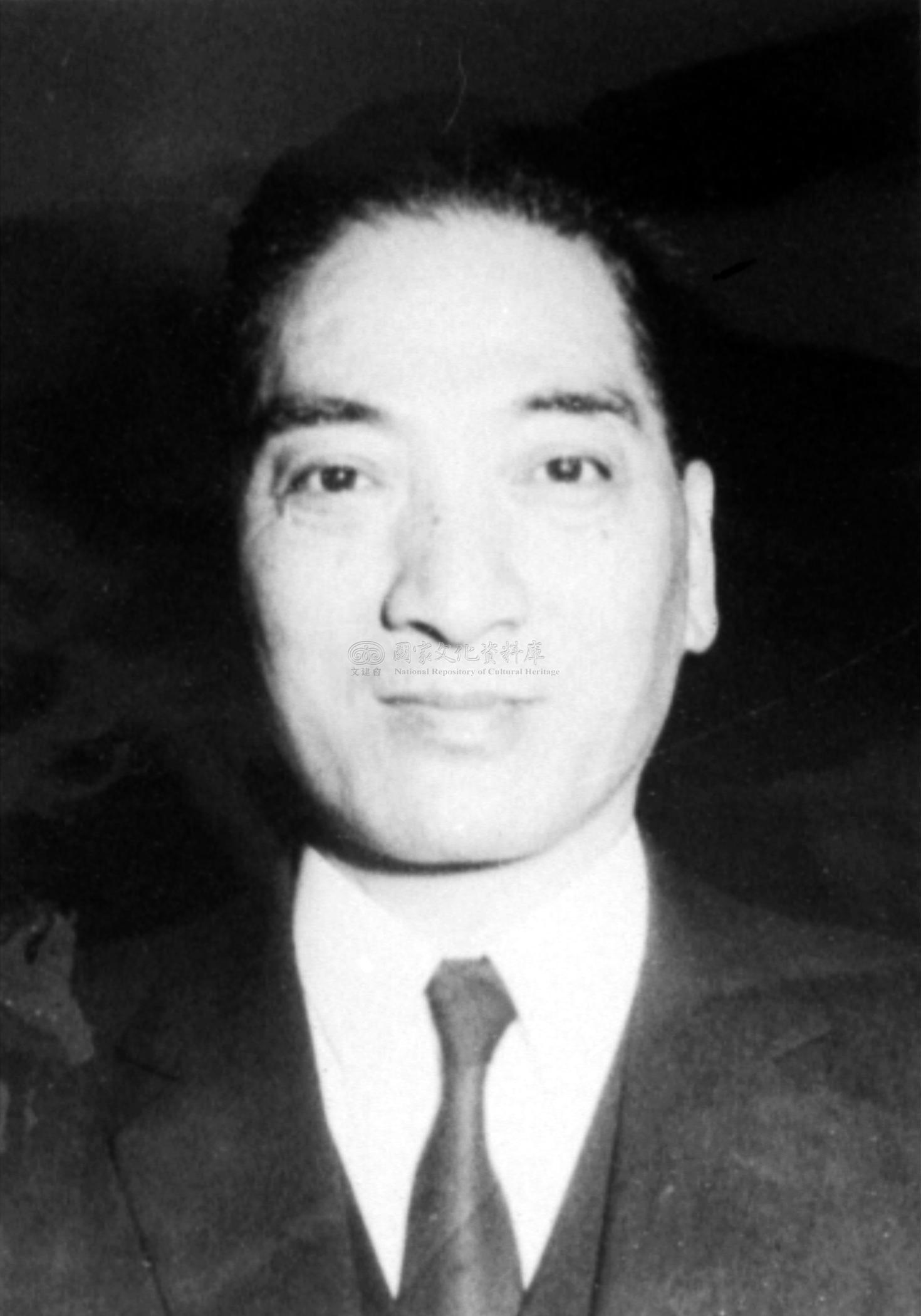
立法院院長：倪文亞
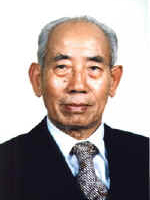
司法院院長：黃少谷
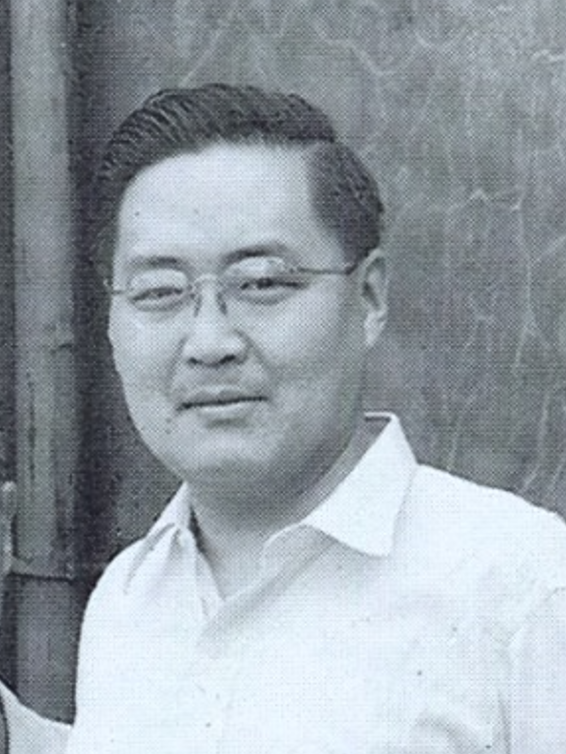
考試院院長：孔德成
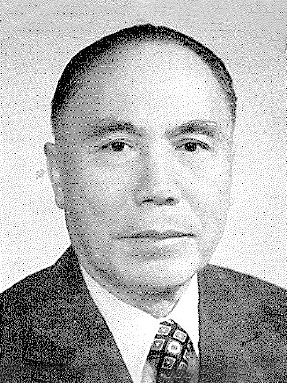
監察院院長：余俊賢

### 省政府主席

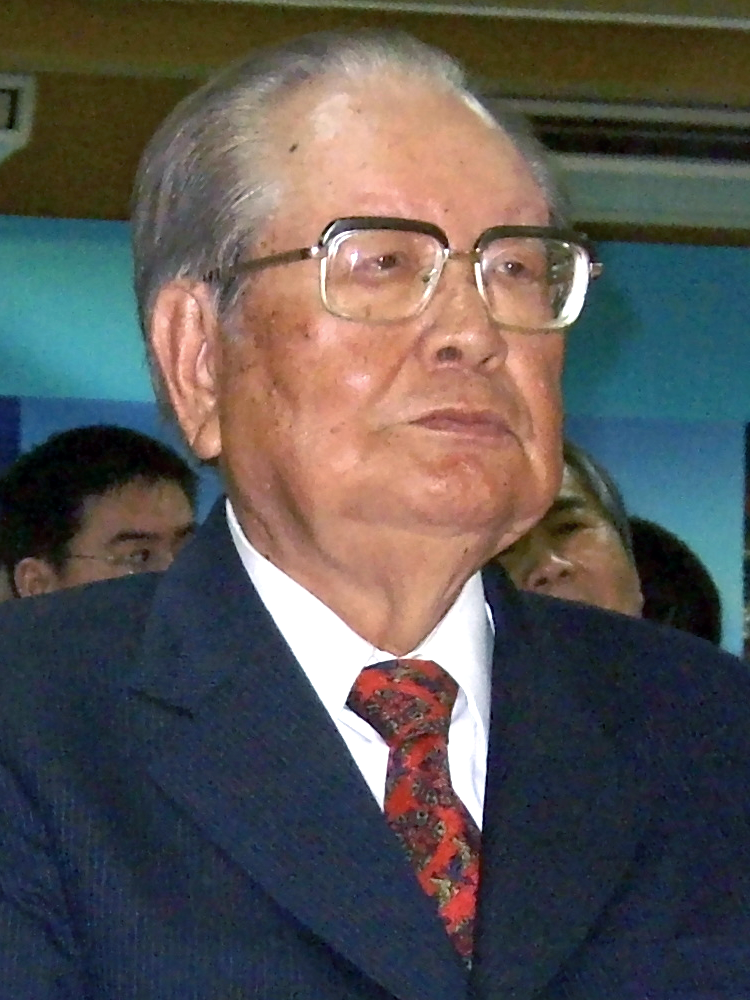
臺灣省政府主席：邱創煥
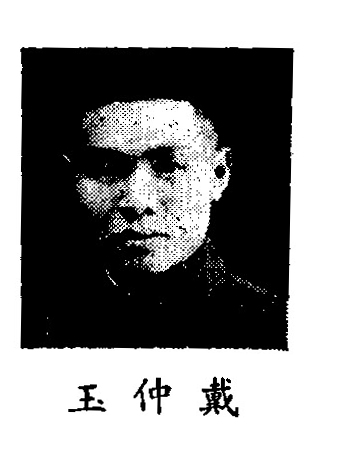
福建省政府主席：戴仲玉

## 大事記

### 1月
- 1月31日——特任行政院政務委員趙耀東兼任經濟建設委員會主任委員[1]:948。

### 2月
- 2月9日——臺北第十信用合作社爆發不良放款之違規弊案（2月10日，財政部宣布臺北十信現任及前任理監限制出境及禁止財產移轉；2月17日，臺灣省合作金庫開始接管十信；3月1日，立法委員蔡辰洲被收押15年有期徒刑；1986年11月3日，臺灣省合作金庫與臺北市第十信用合作社完成概括承受簽約儀式。）[1]:948。
- 2月24日——副總統李登輝率團參加烏拉圭總統桑吉內提就職（英语：Inauguration）（3月5日，訪問巴拉圭。）[1]:949。並宣慰當地僑民與駐在工作人員[2][3]。

### 3月
- 3月1日——第十八屆中韓經濟合作會議在臺北揭幕（3月4日，部長級會議開幕；3月6日，閉幕，發表共同聲明，雙方協議加強經貿合作，聯合開發第三國家市場。）[1]:949。
- 3月4日——行政院長俞國華表示，政府全面修訂法規，續創更好之投資環境，盼工商企業界襄助完成[1]:949。
- 3月12日——作家楊逵辭世（臺南新化人，本名楊貴，以其文學書寫投入民族意識之社會實踐；作品〈送報伕〉於1943年入選東京《文學評論》第二獎，為臺灣作家進軍日本文壇第一人。）[1]:949。
- 3月13日——特任李達海為經濟部長（3月11日，經濟部長徐立德因十信弊案請辭。）[1]:949。
- 3月14日——經濟部產業諮詢委員會成立[1]:949。
- 3月16日——蔣經國接見日本前首相岸信介及故首相佐藤榮作夫人佐藤寬子[1]:949，日本人士抵臺訪問[4]。
- 3月22日——中共1艘魚雷艇為投奔臺灣與否發生內鬨，向韓國求援（3月28日，韓國將人艇交給中共。）[1]:949。
- 3月26日——韓國交通部長孫守益訪臺3天[1]:949。
- 3月31日——美國參議院外交委員會通過一項由美國臺灣人公共事務協會所推動「臺灣應該全面實施民主」之決議案[1]:949。

### 4月
- 4月1日——臺南市發生帝王飯店縱火案，造成26人死亡10人受傷。
- 4月2日——總統府資政余井塘病逝（江蘇興化人，歷任中國國民黨黨政要職，抵臺後，先後擔任內政部長，兼蒙藏委員會委員長、行政院副院長等職。）[1]:949-950。
- 4月10日——玉山國家公園正式成立，並設立管理處，處址設於南投縣水鄉。
- 4月11日——韓國任命金相台為新任駐臺大使[1]:950。
- 4月24日——總統府資政黃季陸病逝（四川永寧人，中國國民黨元老，歷任中國國民黨海外部長、廣東中山大學教授、立法委員等職，政府遷臺後，曾任內政部長、教育部長及國史館館長。）[1]:950。

### 5月
- 5月2日——行政院長俞國華指示經濟部暫緩興建核四廠[1]:950。
- 5月7日——行政院經濟革新委員會成立（4月25日，行政院長俞國華召集財政首長座談，決設經革會，半年為期，提具體改革建議；5月2日，通過委員會組成名單及設置辦法；11月5日，結束。）[1]:950。
- 5月15日——中華民國總統蔣經國指示，翡翠水庫不得開放觀光建校，嚴防水源污[1]:950。
- 5月23日——任命許水德為臺北市長，蘇南成為高雄市長[1]:951。

### 6月
- 6月8日——第三十屆亞太影展，侯孝賢作品《冬冬的假期》獲最佳導演獎[1]:951。
- 6月11日——與美方展開海陸聯合地震觀測與折射震測研究計畫[1]:951。
- 6月21日——任命王飛為駐史瓦濟蘭大使[1]:951。
- 6月24日——蔣經國指示擬訂臺北市政建設長期計畫[1]:952。
- 6月26日——美國國防部批准售與臺灣262枚海欉樹防空飛彈[1]:952。
- 6月27日——台灣金蘭醬油董事長鍾秋桂夫婦，因生食非洲大蝸牛感染嗜伊紅性腦膜炎，不治身亡[5]。

### 7月
- 7月1日——國防部軍事情報局成立；法國《國際政治》季刊以大篇幅刊出蔣經國談話[1]:952。
- 7月3日——蔣經國指示，中小學教師及軍人免納所得稅之規定不宜變更[1]:952。
- 7月11日——中華民國與玻利維亞斷交[6][7]。
- 7月15日——南迴鐵路卑南站（今臺東車站）到知本段通車[8]。

### 8月
- 8月——蔣經國接受右眼白內障摘除手術（左眼已作過視網膜手術），並裝置人工水晶球[9]:526。
- 8月15日——蔣經國回答美國《時代》雜誌香港分社主任仙杜拉·波頓訪問時表示：「我身為總統，保護憲法和維護民主法治，就是我的責任。至於將來國家元首一職，由蔣家人士繼任一節，本人從未有此考慮。」[10]:147
- 8月16日——蔣經國接受美國《時代》雜誌訪問，表示下一任總統將依憲法選舉產生，不會由蔣家人擔任[1]:953。
- 8月21日——特任錢純為財政部長（8月15日，財政部長陸潤康因十信案辭職。）[1]:954。
- 8月24日——中共飛行員蕭天潤駕轟五型機投奔自由，於韓國迫降，表示希望到中華民國；美國亞洲協會與立法院簽約，協助發展資訊計畫[1]:954。
- 8月26日——總統府資政張其昀病逝（浙江寧波人，曾任中華民國教育部部長、中國國民黨秘書長、 總統府資政等要職，亦為中國文化大學創辦人。）[1]:954。
- 8月29日——臺灣出現第一名愛滋病患者[1]:954。

### 9月
- 9月4日——副總統李登輝率團啟程訪問中美洲三友邦：瓜地馬拉、哥斯大黎加和巴拿馬共和國[1]:954。
- 9月19日——第二屆中韓海運諮詢委員會議簽署協議[1]:954。
- 9月21日——東南亞最大銅片廠第一銅鐵工業公司在高雄設廠[1]:955。
- 9月26日——與韓國達成香蕉換梨約定[1]:955。
- 9月30日——中共民兵施小寧及醫生張木珠攜帶大批槍械投奔臺灣[1]:955。

### 10月
- 10月7日——臺美貿易諮商會議於美國華盛頓揭幕（10月5日，經濟部次長王建煊率團赴美；10月9日，雙方協議，臺方決定降低菸酒等192項美貨進口稅。）[1]:955。
- 10月8日——吉星福將軍與張振芳教授，慨然將其家傳國寶13箱共213件古物，全數裸捐贈給台北故宮博物院典藏，當時民國73年故宮欲回餽贈款兩億元（台幣），被夫婦倆婉謝。蔣經國總統繼於1984年10月8日，向吉星福夫婦題頒了“保粹抒忠”匾額一塊。
- 10月14日——美國共和黨全國委員會高級顧問艾倫（Richard Allen）訪臺4天（1986年9月10日，訪臺3天。）[1]:955。
- 10月17日——北美事務協調委員會與美國在臺協會在臺北舉行臺美智慧財產權會議[1]:955。

### 11月
- 11月2日——第22屆金馬獎於高雄市舉行頒獎典禮，由《我這樣過了一生》獲得最佳劇情片獎。
- 11月5日——新加坡總理李光耀訪臺2天（1986年6月28日訪臺3天；1987年12月16日訪臺5天；1989年2月20日訪臺。）[1]:956。
- 11月6日——臺、韓鋼鐵業合作委員會1985年聯席會議及第十七屆臺、韓紡織聯席會議於臺北召開[1]:956。
- 11月14日——行政院長俞國華指示經濟部減少僑少僑外投資限制；外交家顧維鈞病逝美國（江蘇嘉定人，歷任北洋政府國務總理、國民政府駐法大使、駐英大使、駐美大使、聯合國代表及國際法院副院長。）[1]:956。
- 11月16日——臺灣省市議員暨縣市長投票（12月20日，新任省議員、縣市長就職，高育仁、黃鎮岳當選臺灣省議會正、副議長。）[1]:956。在21位縣市長席次中，除了宜蘭縣、彰化縣、嘉義市、高雄縣等4席由無黨籍人士取得外，其餘17席皆由中國國民黨取得。
- 11月23日——農業委員會與美國密西根州立大學簽約，加強臺、美林業教學合作[1]:956。
- 11月29日——消防法公佈實施。

### 12月
- 12月——龍應台《野火集》一書出版，引起轟動[1]:957。
- 12月5日——經濟部國際貿易局重申，不與中共通商為政府基本政策[1]:957。
- 12月7日——中華民國外交部發表聲明，中止與尼加拉瓜外交關係[1]:957。
- 12月16日——汪敬煦接任總統府參軍長，宋心濂接掌國家安全局[1]:957。
- 12月23日——韓國國政諮詢委員丁一權訪臺5天[1]:957。
- 12月25日——在舉辦行憲紀念大會開會典禮上，蔣經國再度表示中華民國總統的繼承是經由選舉產生，而《中華民國憲法》絕不變更以及中華民國政府不會實施軍政府統治。
- 12月26日——駐日代表毛松年辭職，由馬紀壯接任[1]:957。
- 12月31日——台北世界貿易中心啟用[1]:957。

## 出生
参见： 1985年出生
- 1月4日——李德筠，歌手、演員。
- 1月6日——卓義峯，歌手。
- 1月7日——蕭美玉，自由車選手。
- 1月8日——
  - 詹謹瑋，女子網球選手。
  - 羅毓嘉，記者、作家。
  - 尹嘉萱，演員，是台灣女孩成員之一。
- 1月10日——莊佳容，女子網球選手。
- 1月14日——張維倩，政治人物。
- 1月16日——廖芷晴，演員、模特兒。
- 1月17日——王沛蓉，羽球選手。
- 1月19日——王宣雯，演員。
- 1月21日——許智彥，導演。
- 1月26日——田雅芳，政治人物。
- 1月28日——袁奇峰，演員。
- 1月29日——言野，歌手。
- 1月30日——李欣翰，政治人物。
- 1月31日——
  - 藍又時，歌手、演員。
  - 張三，歌手、音樂製作人。
- 2月2日——吳政哲，人權運動者。
- 2月6日——何蓓蓓，演員、主持人。
- 2月7日——
  - 吳岱豪，籃球選手。
  - 高毓璘，新聞主播。
- 2月8日——王宇佐，網球選手。
- 2月14日——詹家豪，田徑運動員。
- 2月20日——
  - 俞昊翔，演員。
  - 曾恩琦，模特兒，是雲林縣前議員曾誌文之女。
- 2月24日——蘇清和，歌手。
- 2月27日——
  - 顏訥，作家。
  - 李賢璞，搖滾樂團八三夭主唱、UP品牌主理人。
- 2月28日——
  - 李泰麟，足球運動員。
  - 莊鵑瑛，歌手、演員，是棉花糖的主唱。
- 3月5日——
  - 安唯綾，演員。
  - 謝宜蓁，歌手、演員、主持人，是Fantasy 4成員之一。
- 3月9日——陳謙文，歌手、演員。
- 3月17日——劉裕安，棒球選手。
- 3月24日——
  - 解婕翎，演員、主持人、模特兒。
  - 成亮澄，演員、瑜珈老師。
- 3月28日——高鈺婷，政治人物。
- 3月31日——黃若薇，新聞主播。
- 4月2日——董舜豪，演員。
- 4月4日——劉喬安，太陽花學運名人。
- 4月5日——王義廷，模特兒，是黑Girl成員之一。
- 4月6日——王心恬，演員、主持人、模特兒、設計師。
- 4月9日——李懿，主持人、通告藝人。
- 4月10日——許銘倢，棒球選手。
- 4月13日——謝俊奇，歌手。
- 4月17日——陳俊甫，諧星、通告藝人。
- 4月19日——許乃涵，演員。
- 4月21日——葉詠捷，職棒選手。
- 4月30日——孟澔，演員。
- 5月1日——杜牧，歌手。
- 5月2日——張榮麟，撞球運動員。
- 5月6日——王建勛，棒球選手。
- 5月9日——李金木，棒球選手。
- 5月12日——朱蕾安，演員、模特兒。
- 5月18日——黃瑄，演員。
- 5月23日——吳鴻凱，諧星、演員、主持人。
- 5月25日——李妍瑾，模特兒。
- 5月27日——
  - 姜建銘，旅日棒球選手。
  - 陳聯豐，棒球選手。
- 6月3日——林星潼，演員、模特兒。
- 6月4日——林星辰，棒球選手。
- 6月9日——張清俊，政治人物。
- 6月10日——陳星翰，歌手。
- 6月12日——楊仕丞，棒球選手。
- 6月13日——
  - 謝庭菡，導演、編劇。
  - 洪晨穎，演員、主持人。
- 6月14日——利得彙，歌手。
- 6月16日——連思，口譯、配音員。
- 6月19日——范時軒，演員。
- 6月20日——
  - 陶嫚曼，歌手、演員。
  - 鄭錡鴻，旅美棒球選手。
- 6月21日——若綺，模特兒。
- 6月22日——巫帛宏，自由車選手。
- 6月27日——
  - 徐逸超，歌手。
  - 黃政堯，壁球選手。
  - 韓若紫，演員、主持人、模特兒。
- 6月28日——林安妮，跆拳道運動員。
- 6月29日——王奕凱，政治人物。
- 7月5日—— 楊奇煜，歌手、演員，曾為偶像團體Lollipop@F成員。
- 7月10日——林羿，模特兒、服裝設計師。
- 7月13日——沈宗霖，演員、模特兒。
- 7月15日——盧廣仲，歌手、演員。
- 7月16日——許淑幃，歌手、演員。
- 7月18日——鄧有宗，搖滾樂團八三夭貝斯手。
- 7月20日——陳建名，政治人物。
- 7月21日——陳偉殷，旅日及旅美棒球選手。
- 7月24日——薛妞妞，模特兒。
- 7月27日——許孟哲，歌手、主持人、演員，曾為演唱團體5566成員。
- 7月29日——蘇袁億，棒球選手。
- 8月6日——陳怡文，歌手。
- 8月7日——胡捷瑜，電競選手。
- 8月9日——趙心妍，書法家、通告藝人。
- 8月11日——
  - 田羽安，演員。
  - 曾保羅，棒球選手。
- 8月12日——
  - 李偉涵，作家。
  - 解孟儒，導演、剪輯師。
- 8月16日——
  - 謝金晶，歌手，是豬哥亮么女。
  - 郭婕祈，歌手、演員、主持人，是黑Girl的副團長。
- 8月24日——
  - 廖邱堃，演員。
  - 林立青，作家、大地工程師。
- 8月26日——阿亞梅，編劇、網路作家。
- 8月30日——許仁杰，歌手、演員。
- 8月31日——朱海君，歌手、演員，是陳宣裕之妻。
- 9月13日——陳紀衡，政治人物。
- 9月17日——張晏鐘，單車旅行家。
- 9月23日——張子庭，歌手、演員、主持人，是黑Girl成員中唯一非Channel V出身的藝人。
- 9月26日——米非，歌手、演員，是Roomie成員之一。
- 10月2日——蘇恆，政治人物。
- 10月7日——
  - 廖亦崟，歌手、演員、主持人。
  - 陳家頤，新聞主播。
- 10月9日——王溢正，棒球選手。
- 10月10日——
  - 許鈞鈞，演員。
  - 陳光軒，政治人物。
- 10月12日——周恩平，輕艇運動員。
- 10月16日——邱念慈，部落客。
- 10月22日——陳子生，棒球選手。
- 10月24日——汪明輝，划船運動員。
- 10月26日——楊宜蓁，跆拳道選手。
- 10月27日——顏若芳，政治人物。
- 10月28日——陳詩淵，圍棋棋士。
- 11月5日——紀言愷，歌手、演員，是K ONE成員之一。
- 11月7日——
  - 王凱蒂，演員、主持人。
  - 陳威儒，棒球選手。
- 11月13日——董季鑫，演員。
- 11月14日——茵芙，演員、模特兒。
- 11月16日——王晴蒂，口譯、喜劇演員，是百靈果News節目創立人之一。
- 11月17日——吳民凡，演員、模特兒。
- 11月19日——開水小姐，	歌手、音樂製作人、電競賽事主播。
- 11月20日——
  - 林靜怡，排隊主攻手。
  - 炎亞綸，歌手、演員、主持人，是飛輪海成員之一。
- 11月21日——陳煥揚，棒球選手。
- 11月23日——傅小芸，演員。
- 11月25日——
  - 解偉苓，歌手。
  - 邵庭，	演員、主持人、模特兒。
- 11月26日——李瑋華，棒球選手。
- 11月27日——高竹嵐，音樂家、遊戲設計師。
- 11月30日——
  - 陳政文，歌手。
  - 沈韋汝，演員、主持人、通告藝人。
- 12月4日——
  - 吳忠明，歌手、演員。
  - 官大為，鋼琴家。
- 12月5日——索艾克，主持人、廚師、飲食顧問。
- 12月6日——呂佳宜，新聞主播。
- 12月7日——詹璇依，新聞主播。
- 12月14日——
  - 鄭如儀，歌手。
  - 林惟毅，主持人。
  - 李冠潔，口譯、配音員、文字工作者。
- 12月20日——魏季宏，發明家。
- 12月23日——潘柏希，演員、模特兒。
- 12月27日——吳依潔，新聞主播，是台大五姬之一。
- 12月28日——張宇，新聞主播。
- 12月31日——陳偉建，棒球選手。

## 逝世
参见： 1985年逝世
- 2月1日——吳基福，醫師、政治人物。曾任立法委員。（1916年出生）
- 3月12日——楊逵，作家。（1905年出生）
- 3月27日——陳錫卿，政治人物。曾任彰化縣縣長。（1907年出生）
- 6月21日——辛志平，教育家。曾任新竹中學校長。（1912年出生）
- 7月4日——許不了，喜劇演員。（1951年出生）
- 7月4日——林朝棨，地質學者，著有《台灣地形》。（1910年出生）
- 8月2日——郭雨新，政治人物。黨外運動先驅，有「黨外祖師爺」之稱。（1908年出生）
- 8月16日——徐崇德，政治人物。曾任桃園縣縣長（1911年出生）
- 9月9日——王育德，台灣獨立運動領導人。逝世於日本。（1924年出生）
- 9月21日——古龍，作家。（－1938年）
- 9月22日——石錫勳，醫師、黨外運動先驅。日治時期參與成立台灣文化協會，戰後投身民主運動。（1900年出生）
- 10月27日——劉明朝，日治時期第一位臺灣人官僚。（1895年出生）